# روفنو
رِوْنَة (بالأكرانية: ) إحدى مدن أكرانيا، العاصمة الإدارية لمحافظة رونة. يبلغ عدد سكان المدينة 249,477 نسمة وتبلغ مساحتها 58 كيلومترا مربعا.

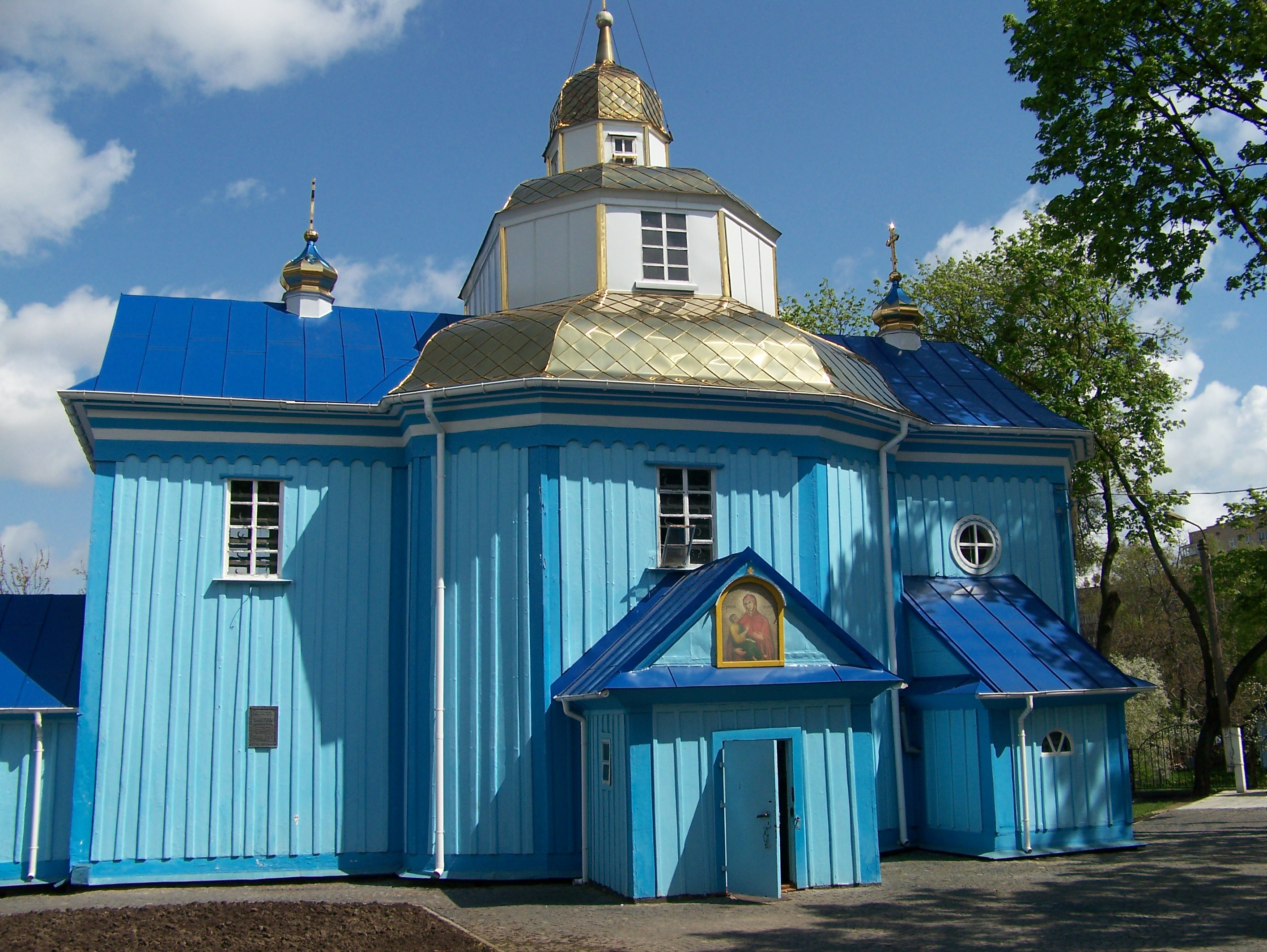
كنيسة في رفنو

## توأمة
لرونة اتفاقيات توأمة مع كل من:
- لوبلين (19 مايو 2012 - )[20]
- زفولن (16 يونيو 1998 - )[21]
- بيوتركوف تريبونالسكي (7 يونيو 1997 - )[22]
- زابجه (25 يناير 2001 - )[23]
- فيدين (26 أكتوبر 2001 - )[24]
- سفرودونتسك (17 أبريل 2007 - )[25]
- أوبرفيشتاخ (11 أبريل 2006 - )[26]
- موناكو (16 مايو 2015 - )[27]
- Radomsko County [الإنجليزية]‏ (19 مارس 2013 - )[28]

## معرض صور

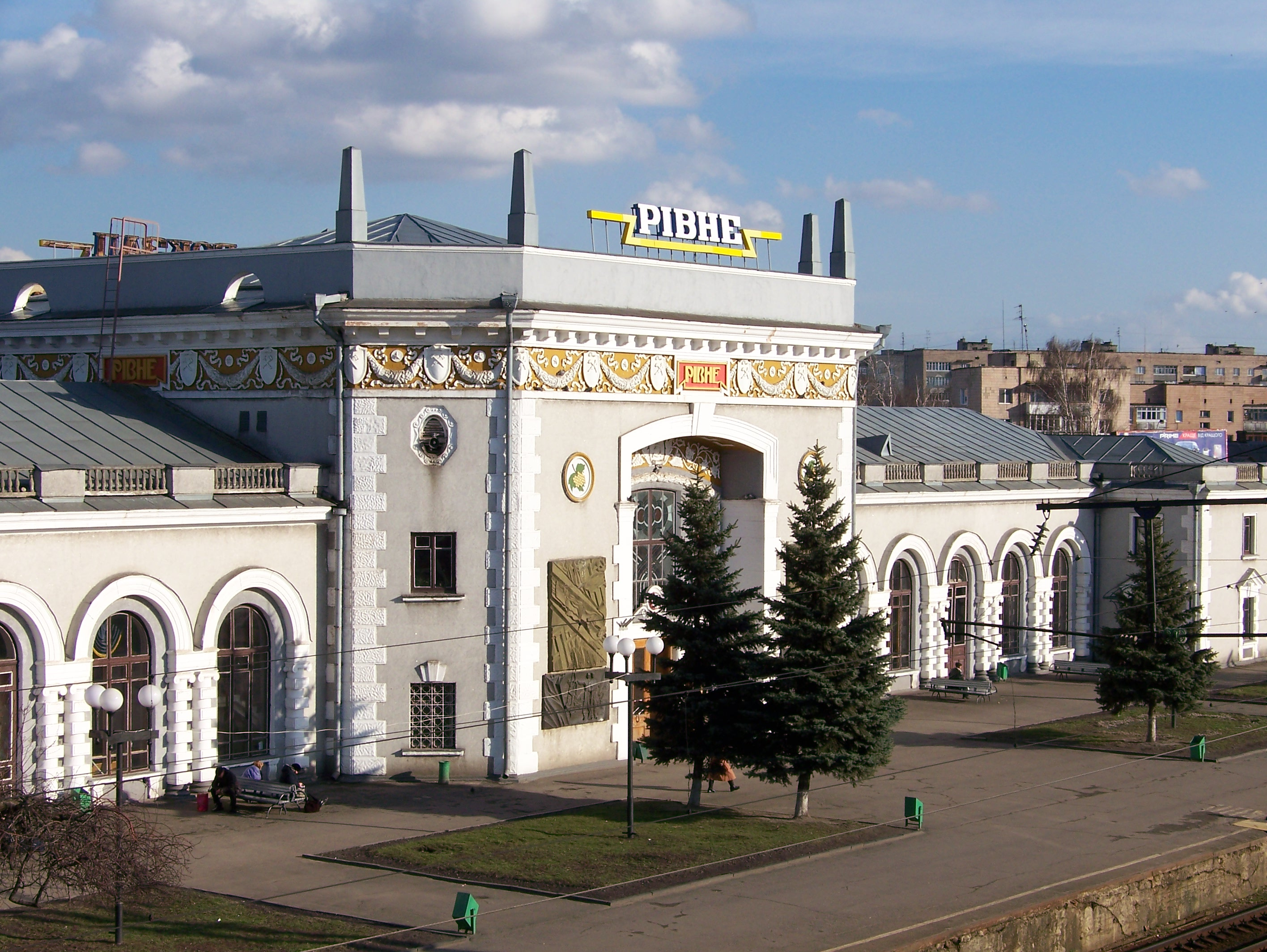
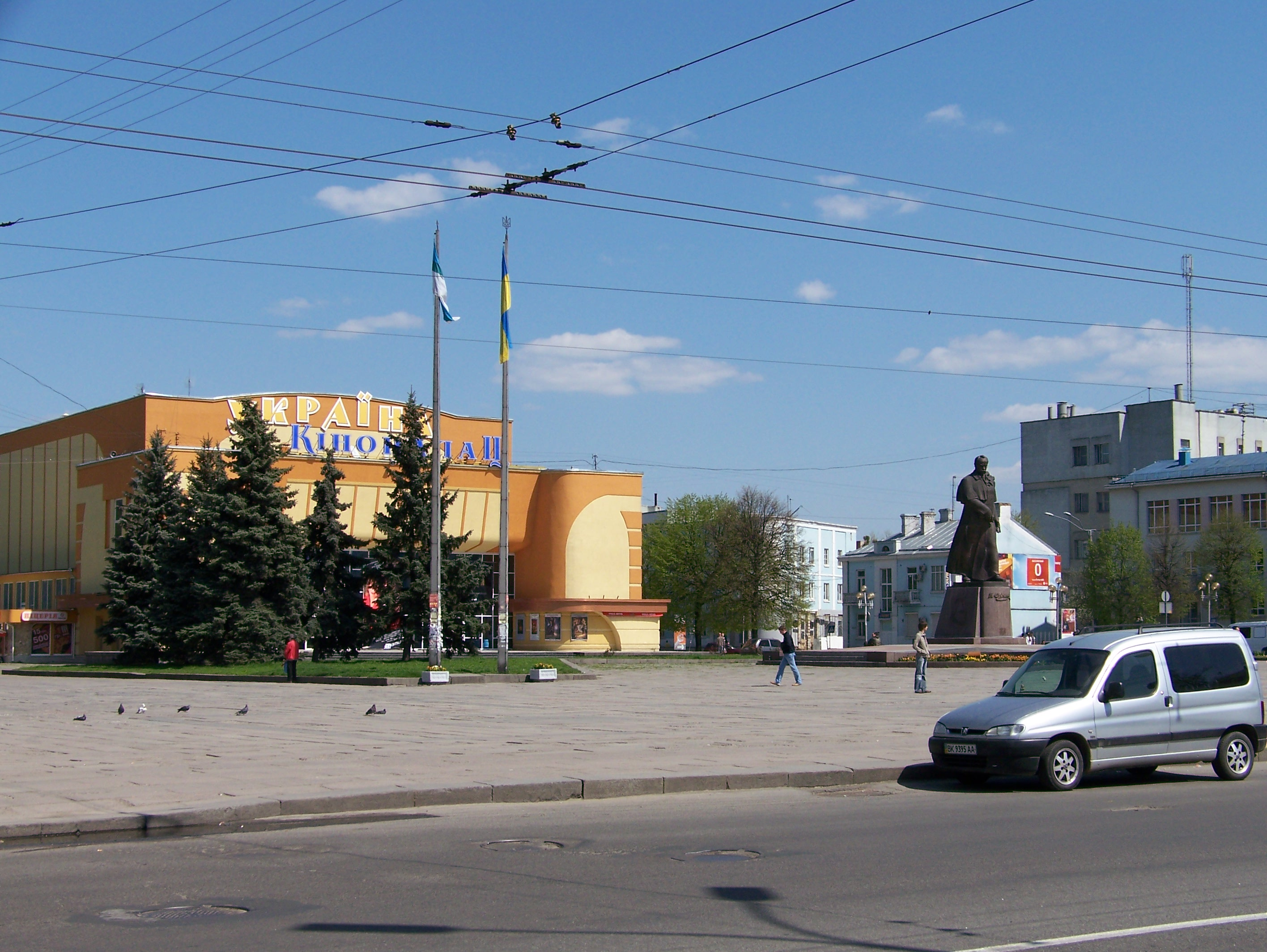
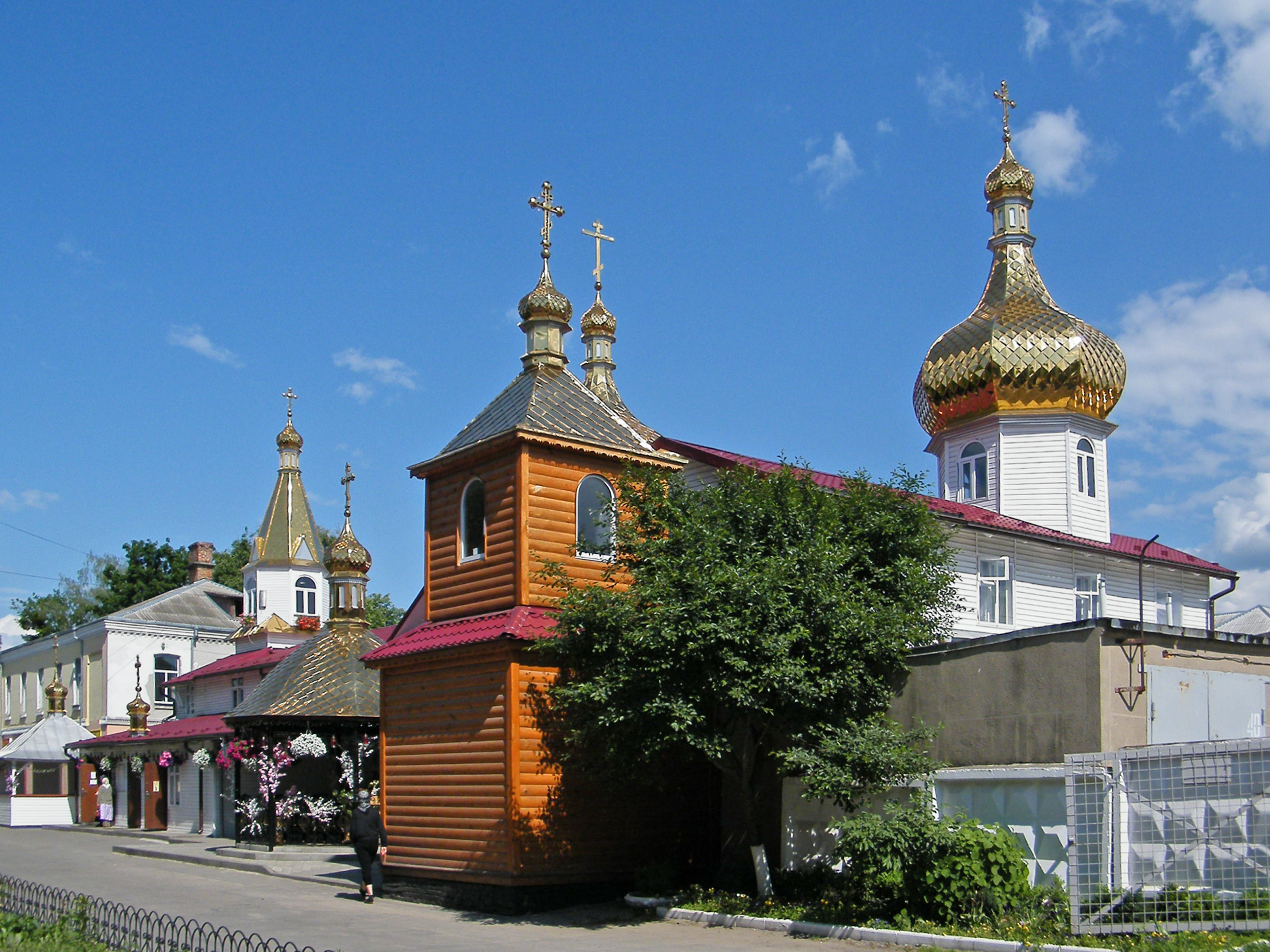
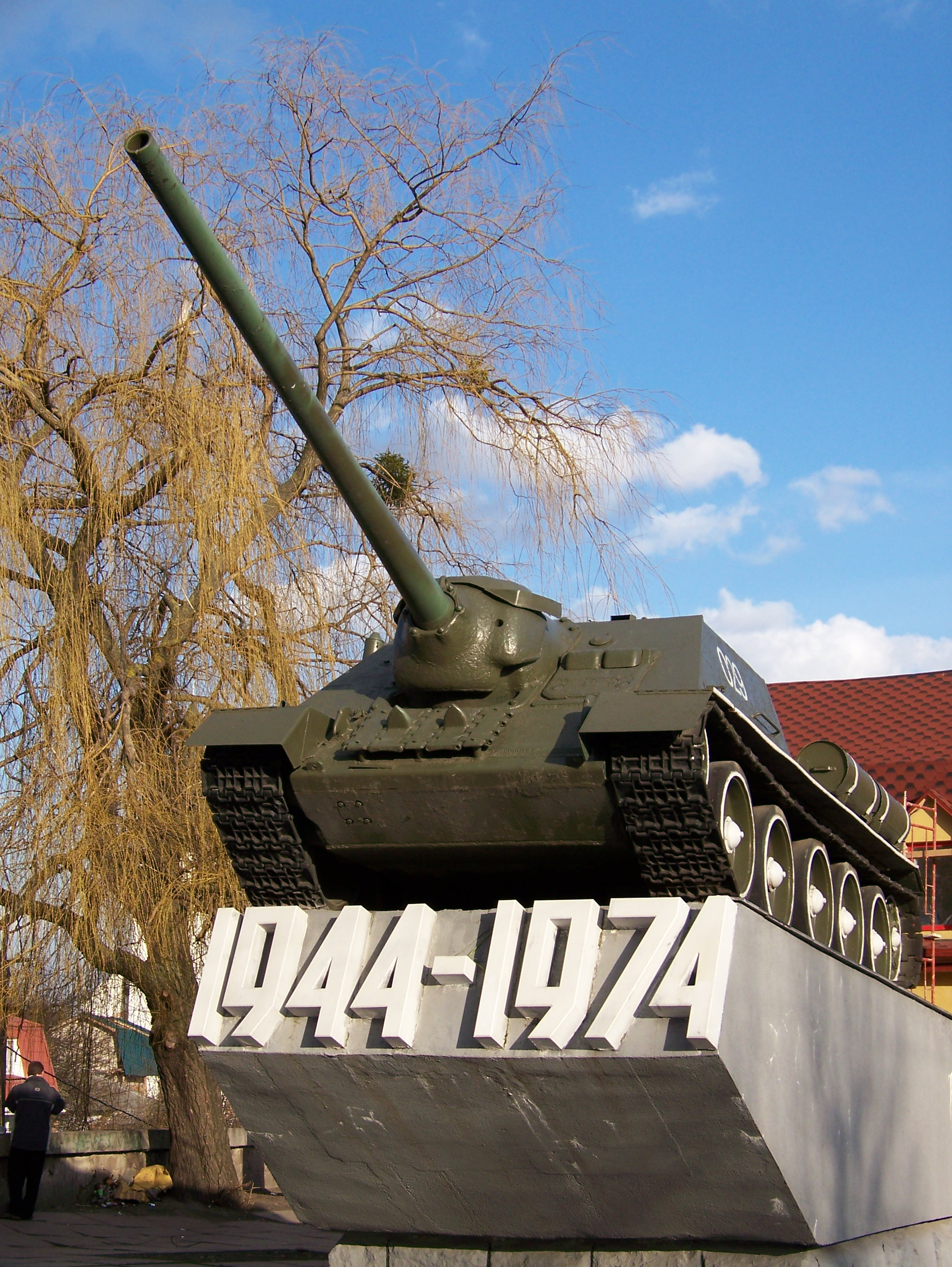

## أعلام
- سيرهي ليشتشوك
- ميشال غرابوسكي
- يوري وتسينكو
- ستانلي ديسر
- سيرهي هونتشار
- عاموس عوز

## وصلات خارجية
- «روفنو اليوم»